# Anticheta analis
Anticheta analis är en tvåvingeart som först beskrevs av Johann Wilhelm Meigen 1830.  Anticheta analis ingår i släktet Anticheta och familjen kärrflugor. Arten är reproducerande i Sverige. Inga underarter finns listade i Catalogue of Life.